# Longhope
Longhope är en ort och civil parish i Storbritannien.   Den ligger i grevskapet Gloucestershire och riksdelen England, i den södra delen av landet, 160 km väster om huvudstaden London. Longhope ligger 72 meter över havet och antalet invånare är 1 489.
Terrängen runt Longhope är platt åt nordost, men åt sydväst är den kuperad. Terrängen runt Longhope sluttar österut. Runt Longhope är det ganska tätbefolkat, med 166 invånare per kvadratkilometer. Närmaste större samhälle är Gloucester, 14,2 km öster om Longhope. Trakten runt Longhope består till största delen av jordbruksmark.